# Pozuelo de Zarzón
Pozuelo de Zarzón es un municipio y localidad española de la provincia de Cáceres, en la comunidad autónoma de Extremadura.
Se localiza en el noroeste de la provincia, en una pequeña hondonada rodeada de olivos. Pertenece al partido judicial de Coria y es la capital administrativa de la Mancomunidad Integral Valle del Alagón, una mancomunidad integral cuya sede se ubica en la plaza mayor del pueblo.
Tiene un área de 47,43 km² con una población de 428 habitantes en 2024 y una densidad de 9,02 hab./km². Junto con la vecina localidad de Villa del Campo, cuyo casco urbano se ubica a menos de 1 km del de Pozuelo, forma un continuo habitado de 867 habitantes.

## Símbolos
El escudo de Pozuelo de Zarzón fue aprobado mediante la "Orden de 8 de julio de 1987 de la Consejería de la Presidencia y Trabajo por la que se aprueba el escudo heráldico del municipio de Pozuelo de Zarzón (Cáceres)", publicada en el Boletín Oficial del Estado el 2 de septiembre de 1987 tras aprobar la propuesta el pleno municipal el 14 de abril de 1987 y emitir informe la Real Academia de la Historia el 19 de junio de 1987. El escudo se define oficialmente así:

De plata, un pozo de gules mazonado de sable y acompañado de dos ramas de laurel, de sinople, cruzadas en punta. Al timbre, corona real cerrada.

## Geografía física

### Localización
El término municipal de Pozuelo de Zarzón limita con:
- Villanueva de la Sierra y Santa Cruz de Paniagua al norte.
- Guijo de Galisteo y Montehermoso al sur.
- Guijo de Coria al suroeste.
- Villa del Campo al oeste.
- Aceituna al este.

### Hidrografía
El municipio no cuenta con corrientes de aguas destacables. Los arroyos principales del término son los de Zarzoso, Bruceas, Pedroso y Desgarrado. Hay numerosas lagunas que se usaban como abrevadero para el ganado, entre las cuales destacan las de Navalaguna, Maribella, Laguna de Abajo, Laguna de Arriba, el Carrascal, el Bardal y San Marcos.

### Orografía
El término tiene continuas ondulaciones, por lo que está considerado de sierra baja. Existen diversas elevaciones como la Tomillosa, la Bardera y el Teso Pelado. Su altitud media es de 466 m sobre el nivel del mar. El suelo puede catalogarse como tierra parda meridional con suelo ácido, con subsuelos formados principalmente por pizarra con algunas zonas de granito.

### Clima
El clima es continental, pero muy atenuado por las influencias del Atlántico. La temperatura media es de 17 °C. Los veranos son cálidos y los inviernos suaves.

## Historia

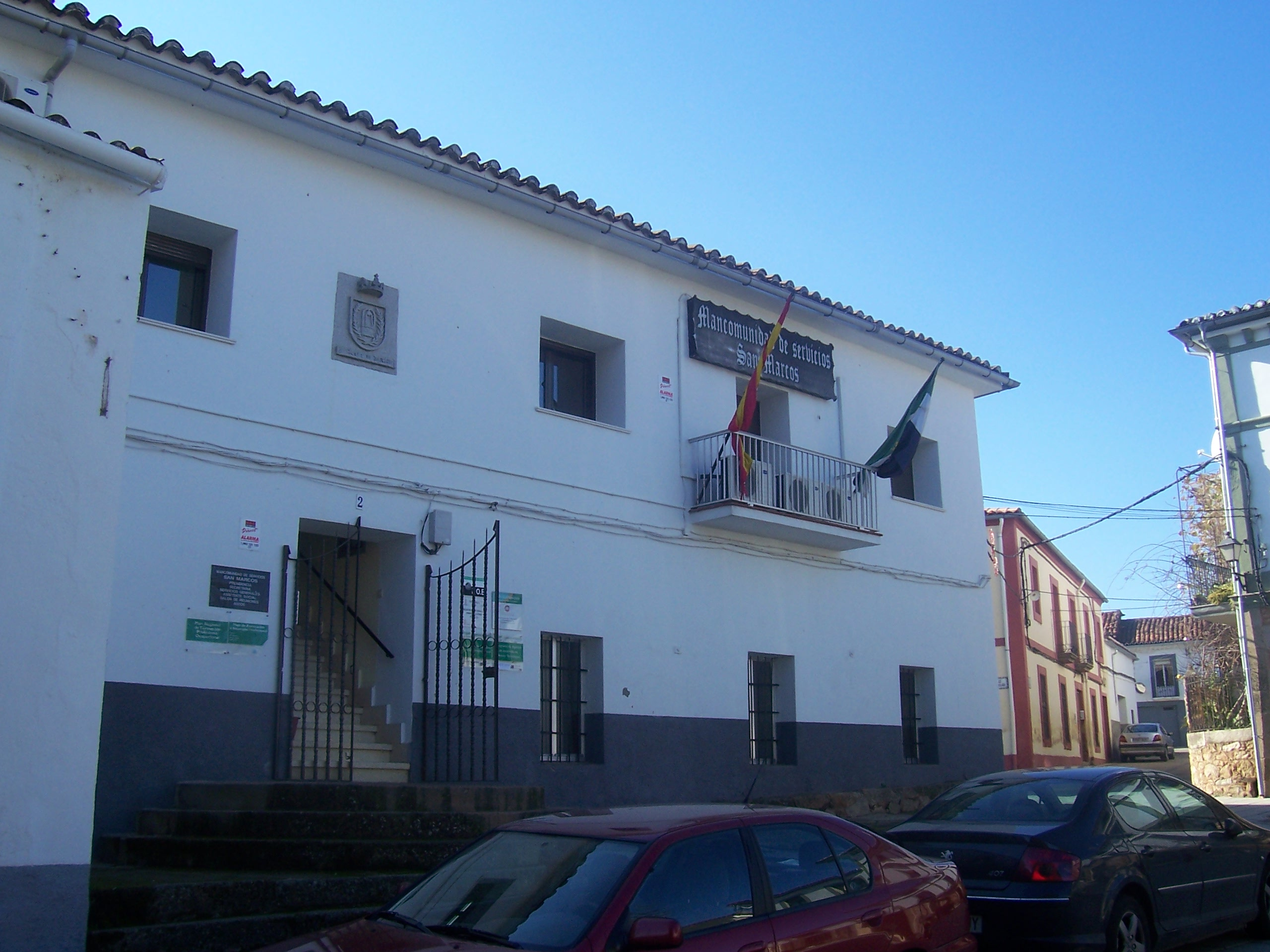
Sede de la Mancomunidad Integral Valle del Alagón, en la Plaza Mayor de Pozuelo de Zarzón.

Los primeros pobladores de Pozuelo de los que se tiene referencia son los celtas, de quienes se ha encontrado en Pozuelo ollas funerarias que podrían pertenecer a una necrópolis próxima a la localidad.
De la época romana han sido encontradas en Pozuelo restos funerarios y arqueológicos, como capiteles y aras votivas, ya que por Pozuelo pasaba una calzada romana que unía la Vía Dalmacia con la Vía de la Plata.
Tras la Reconquista, Alfonso IX de León donó Pozuelo a la encomienda de San Juan de Mascoras, en el actual Santibáñez el Alto. Sin embargo, la población pasó rápidamente a formar parte del Señorío de Galisteo, del que dependió hasta su disolución en 1837.
A la caída del Antiguo Régimen la localidad se constituye en municipio constitucional en la región de Extremadura, partido judicial de Coria, entonces conocido como Pozuelo,  que en el censo de 1842 contaba con 260 hogares y 1424 vecinos.
Hasta la reforma de la nomenclatura municipal de 1916 el municipio se llamaba simplemente Pozuelo. En dicha fecha su nombre fue modificado por el de Pozuelo de Zarzón.
En 1976, Pozuelo de Zarzón se unió a la Mancomunidad de San Marcos creada el año anterior, que en 2006 se unió con la Mancomunidad Valle del Alagón para formar la Mancomunidad Integral Valle del Alagón, de la cual el pueblo es sede en la actualidad.

## Demografía
Pozuelo de Zarzón cuenta con una población de 428 habitantes (INE 2024).
| Gráfica de evolución demográfica de Pozuelo de Zarzón entre 1842 y 2021 |
| |
| Población de derecho según los censos de población del INE Población de hecho según los censos de población del INEEn estos censos se denominaba Pozuelo: 1842, 1857, 1860, 1877, 1887, 1897, 1900 y 1910. |

## Economía
La agricultura y la ganadería son la base de la economía local. Destacan especialmente las aceitunas de mesa, ya que en el término hay 800 hectáreas de olivares. Antiguamente se explotaban pequeñas minas de estaño y wolframio, que principalmente se usaron para el comercio clandestino durante la Segunda Guerra Mundial.

## Transportes

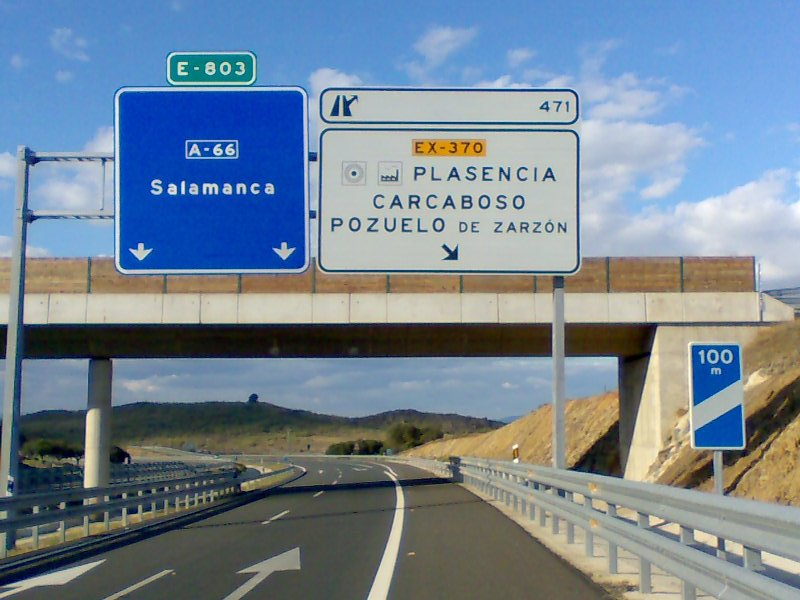
Salida a Pozuelo por la EX-370 en la autovía Ruta de la Plata

Por Pozuelo pasan o se inician las siguientes carreteras:
| Nombre                                      | Lugar de entrada al pueblo | Lugares a los que va |
| ------------------------------------------- | -------------------------- | --- |
| EX-204 Carretera de Coria                   | Suroeste de la localidad   | Lleva a Villa del Campo, Guijo de Coria y Calzadilla, y de ahí a la EX-108, desde donde se puede ir a Moraleja o a Coria.                    |
| EX-204 Carretera de Villanueva de la Sierra | Norte de la localidad      | Lleva a Villanueva de la Sierra, Torrecilla de los Ángeles y Las Hurdes.                                                                     |
| EX-370 Carretera de Montehermoso            | Sureste de la localidad    | Lleva a Montehermoso, Carcaboso y Plasencia, con salidas secundarias a Guijo de Galisteo, Alagón del Río, Valdeobispo y Aldehuela del Jerte. |
| CC-82 Carretera de Santa Cruz de Paniagua   | Este de la localidad       | Lleva a Santa Cruz de Paniagua. |
| Carretera de Villasbuenas de Gata           | Cementerio                 | Une la EX-370 con la EX-205. |

## Servicios públicos

### Educación
El colegio público de Pozuelo de Zarzón forma parte del CRA El Jaral, junto con Villa del Campo, Guijo de Galisteo y Guijo de Coria. Los cuatro pueblos del CRA pertenecen al área educativa del IES Gabriel y Galán de Montehermoso, donde se estudia ESO y Bachillerato.

### Sanidad
Pozuelo de Zarzón pertenece al área de salud de Plasencia y, dentro de la misma, a la zona de salud de Montehermoso. Pozuelo cuenta con un consultorio médico local en la carretera de Santa Cruz, habiendo un centro de salud en Montehermoso.

## Patrimonio

### Monumentos religiosos

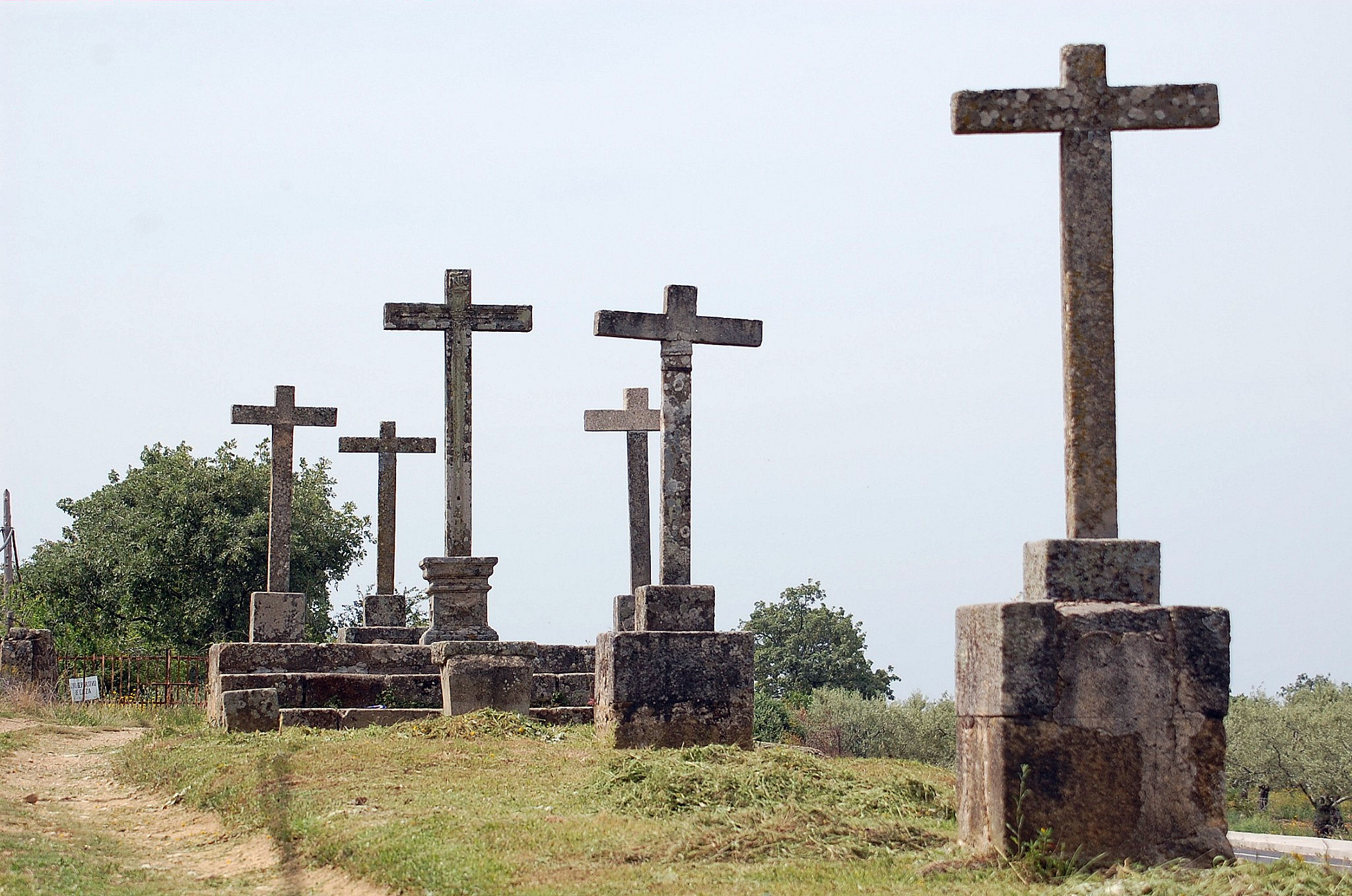
Calvario.

En Pozuelo de Zarzón se encuentran los siguientes monumentos religiosos:
- Iglesia parroquial de San Pedro es una iglesia barroca del siglo XVI con planta rectangular de cuatro tramos, bóveda de crucería y cabecera poligonal. La iglesia tenía un retablo parecido al de Gata, pero se quemó en los años 1920. En la iglesia hay una imagen de Cristo Crucificado.
- Ermita del Cristo del Humilladero, situada en la carretera de Coria, es una ermita de estilo barroco, en la que se encuentran las imágenes de Cristo Crucificado y la Virgen Dolorosa.
- Ermita de San José, situada en el monte de San José, es la ermita más antigua, también barroca, y en ella se encuentran las imágenes de San José y la Virgen del Carmen.
- Ermita de Santa María, dedicada a la Virgen de la Encina, patrona del pueblo, es una ermita barroca del siglo XVII edificada en una base granítica, de planta rectangular y arco de medio punto. Tiene adosada una casa de ermitaño al sur.
- Calvario es un conjunto de siete cruces situadas junto a la carretera de Coria. Allí se lleva en procesión a San Gregorio cada 9 de mayo, para bendecir los cultivos del pueblo.

### Monumento al olivarero
En una rotonda en la entrada al pueblo, en el cruce de las carreteras EX-370 y EX-204, hay una estatua dedicada a los olivareros. La estatua está realizada con piedras de musgo, corteza de pino, cántaro y cesta de alfarería, seto natural con la talla del olivarero.

## Cultura
En Pozuelo de Zarzón hay un museo etnográfico, propiedad de la familia Guardado-Corchero, con gran cantidad de utensilios usados antiguamente en agricultura y ganadería, de importante valor histórico.
Pozuelo de Zarzón dispone de una biblioteca pública en la calle Pósito. Además de la gran colección de libros de la biblioteca, en ella hay ordenadores con impresora y conexión a internet y puntos de información juvenil y apoyo escolar.
En la calle Laureles hay un edificio múltiple, usado como aula infantil, aula para cursos y salón de actos.

## Patrimonio cultural inmaterial

### Festividades
En Pozuelo de Zarzón se celebran las siguientes fiestas locales:
- Romería de la Virgen de la Encina (segundo lunes después de Resurrección)
- San Gregorio (9 y 10 de mayo)
- Fiestas del emigrante (varios días, aproximadamente entre el 10 y el 20 de agosto, es una fiesta implantada recientemente)

### Gastronomía
Entre los platos típicos del pueblo se encuentran:
- Buñuelos
- Caldereta
- Chorizo de bofe
- Gazpacho
- Huesillos
- Migas
- Morcillas de calabaza
- Patateras
- Sopa de ajo
- Sopa de feje
- Sopa de patata
- Ensalada de huevos fritos con limón o naranja
- Patatas con papones
- Asadurillas con cebolla
- Huesillos, flores, roscas de vino, buñuelos de caña